# Видрако
Видрако (итал. Vidracco) је насеље у Италији у округу Торино, региону Пијемонт.
Према процени из 2011. у насељу је живело 321 становника. Насеље се налази на надморској висини од 481 м.

## Становништво
| 1931. | 1936. | 1951. | 1961. | 1971. | 1981. | 1991. | 2001. | 2011. |
| ----- | ----- | ----- | ----- | ----- | ----- | ----- | ----- | ----- |
| 432   | 386   | 326   | 344   | 353   | 346   | 417   | 522   | 500   |